# M4カービン
M4カービンは、コルト・ファイヤーアームズ社が開発したアサルトライフル(カービン)。
1998年にアメリカ陸軍でM16A2の後継として、2015年にアメリカ海兵隊でM16A4の後継として採用され、現在ではアメリカ軍兵士の大半がM4を装備している。

## 概要

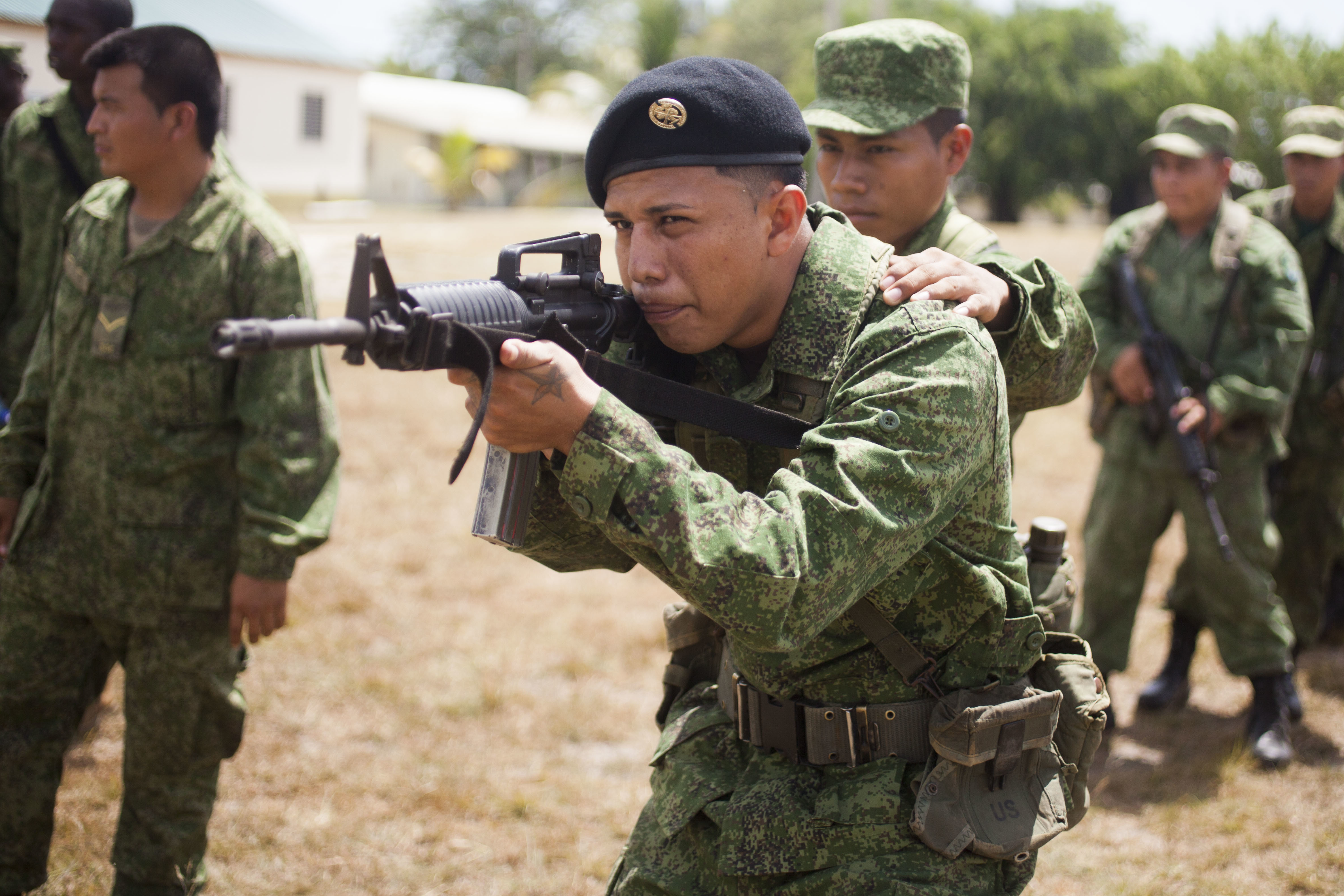
操銃訓練でM4を構えたベリーズ軍の兵士

M4はM16A2アサルトライフルの銃身長20インチを14.5インチに短縮したM16A2の直系の派生型であり、M16A2とは約80%の部品互換性を持つ、第二次世界大戦時のカービンであるM1/M2/M3系統の命名規則を継承しておりM4と命名された。M4は、初期のM16の小型版であり1960年代のベトナム戦争時に開発・使用されたXM177との類似点も多いが細部が異なっている。
M4はフルサイズのM16A2アサルトライフルと比べて小型軽量で取り回しや使用時の疲労の少なさが優れており、近接戦闘時 (CQB) や空挺降下時の使用に留まらず戦闘車両の乗員や将校、更には通常の軍隊や警察においても幅広く使用されるようになっていった。本来カービンとは騎兵銃のことを指したが、M1カービンのような銃器の成功により単に小型モデルの銃を指すこととなり、また現代ではM4よりさらに小型でありながらカービンを名乗らないアサルトライフルも多数あり現在では非常に曖昧な定義の言葉となっている。
現在、コルト社以外にも、M4カービンを制式化しているマレーシア軍向けにSME Ordnance社がライセンス生産しているなど、数社が自社ブランドで製造し、AR-15やSR-16といった名で販売している。

## 歴史

### M4の登場
1980年代初頭、アメリカ軍は、歩兵用小銃をM16A1からM16A2に切り替えることを決定した。M16A2は、NATOの各国と標準化した新型の5.56mm弾（5.56x45mm NATO弾; SS109あるいはM855）に対応し、銃身が太くなったほか、フルオート射撃にかわって3点バースト射撃を導入するなど、変更点は少なくなかった。このことから、それまで使用されていたM16A1ベースのカービンとは別に、M16A2をベースとしたカービン・モデルとして開発されたのが「モデル723」（フルオート）および「モデル725」（3点バースト）である。
アメリカ軍は、特殊部隊向けにモデル723を少数発注した。また、1983年、カナダの旧ディマコはモデル725を「C8カービン」としてライセンス生産し、M16A2の小改正型（モデル715）であるC7小銃とともにカナダ軍に配備した。また、アラブ首長国連邦は、M16A2の太い銃身にM203グレネードランチャーを装着できるよう、銃身の一部を細くくびれさせたモデルを発注し、この「モデル727」は、アラブ首長国連邦の首都から「アブダビ・カービン」と通称された。
これらを踏まえて、アメリカ軍は1984年より、制式カービンの開発要求を行なっており、「モデル720」はその候補として「XM4カービン」として選定された。そして、1994年に、小改良を加えられた「モデル720」はM4カービンとして制式化された。また、キャリングハンドルを着脱式としてレシーバー上にピカティニー・レールを追加したモデルが開発され、「モデル920」（3点バースト）および「モデル921」（フルオート）として生産された。これらは順次、モデル720にかわってM4およびM4A1として納入された。

### アメリカ軍における配備

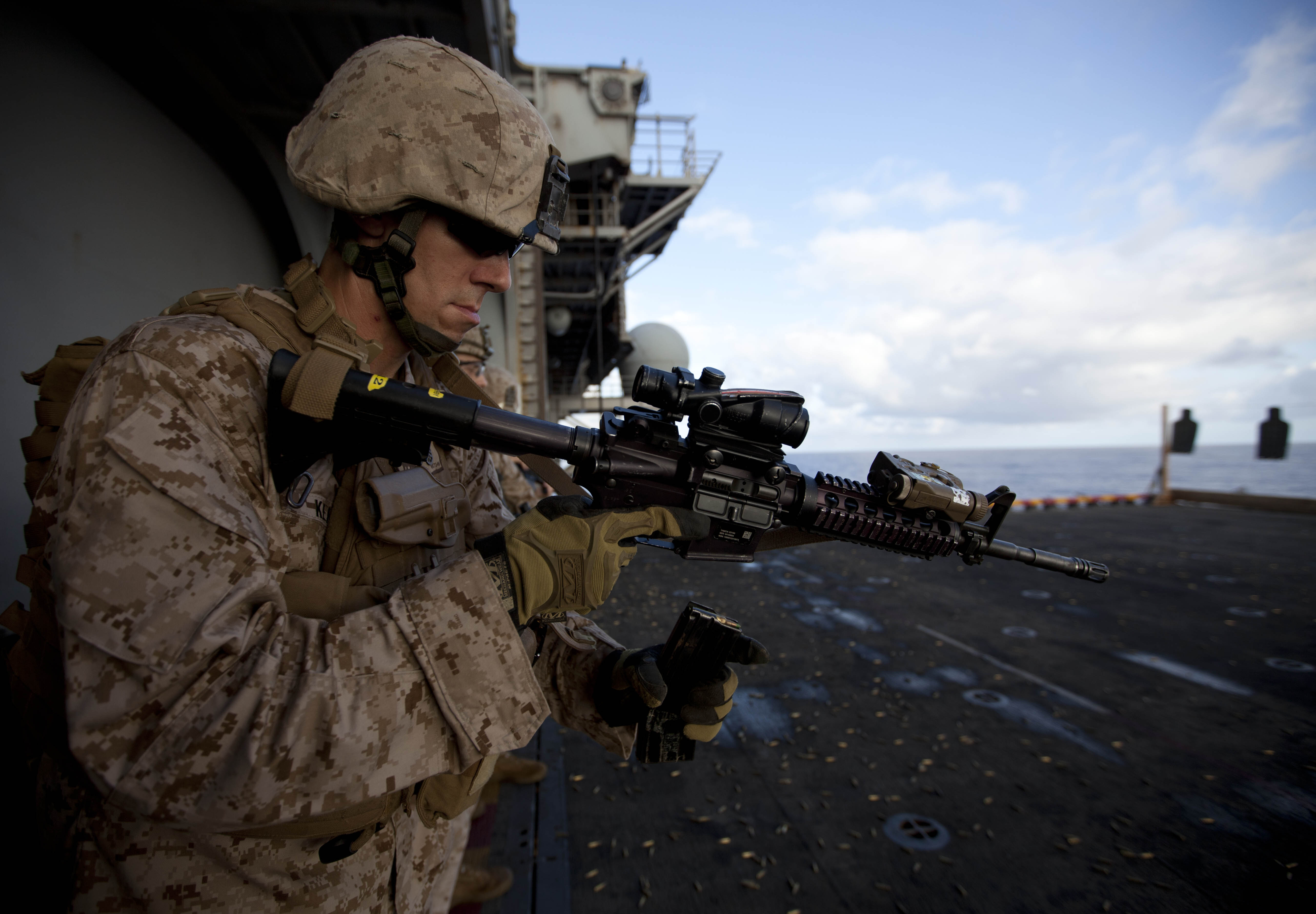
M4カービンを使用するアメリカ海兵隊下士官

M4とM4A1はアメリカ陸軍、海兵隊、空軍の正式な主力小銃として採用されている。また、軍に残存しているM3サブマシンガン（これは主にM1戦車乗員の自衛用に装備されている）もM4に置き換えられる予定だという。M4はアッパーレシーバー上部にピカティニー・レールを介して装着するキャリングハンドルを備え、キャリングハンドルを光学照準器に置き換えることが出来る。ハンドガードはM5RASよりもコンパクトで安価なM4RASに交換可能でなおかつM4RASもピカティニー・レールを備え、こちらはAN/PEQ-15をはじめとする複合レーザーサイトモジュールを装着できる。また、細かな仕様変更としてフロントサイトにサイドスリングマウントが増設されている。
射撃障害が多かったアルミ製の従来の弾倉に代わり新しくマグプル社の樹脂製PMAG gen3弾倉の導入を決定した。現在、政府は全てのM4をヘビーバレル化、フルオート化、アンビセレクター化することを目指しておりヘビーバレルの製造をコルト社に、アンビセレクターの製造をManufacturing Support Industries社とOG Technologies社に依頼した。
なおアメリカ軍では、2013年からM4A1調達契約をコルト社より54%も安い金額を提示して落札したFNハースタル社からの購入に切り替え、2020年にもFNハースタル社が再度契約を獲得した。
余談としてRASハンドガードは、コルト社の「モデル925」をM4E2の制式名称で試験した際に装着していたハンドガードを量産したものであり、モデル925自体は廃盤になっている。

### 特殊部隊における配備

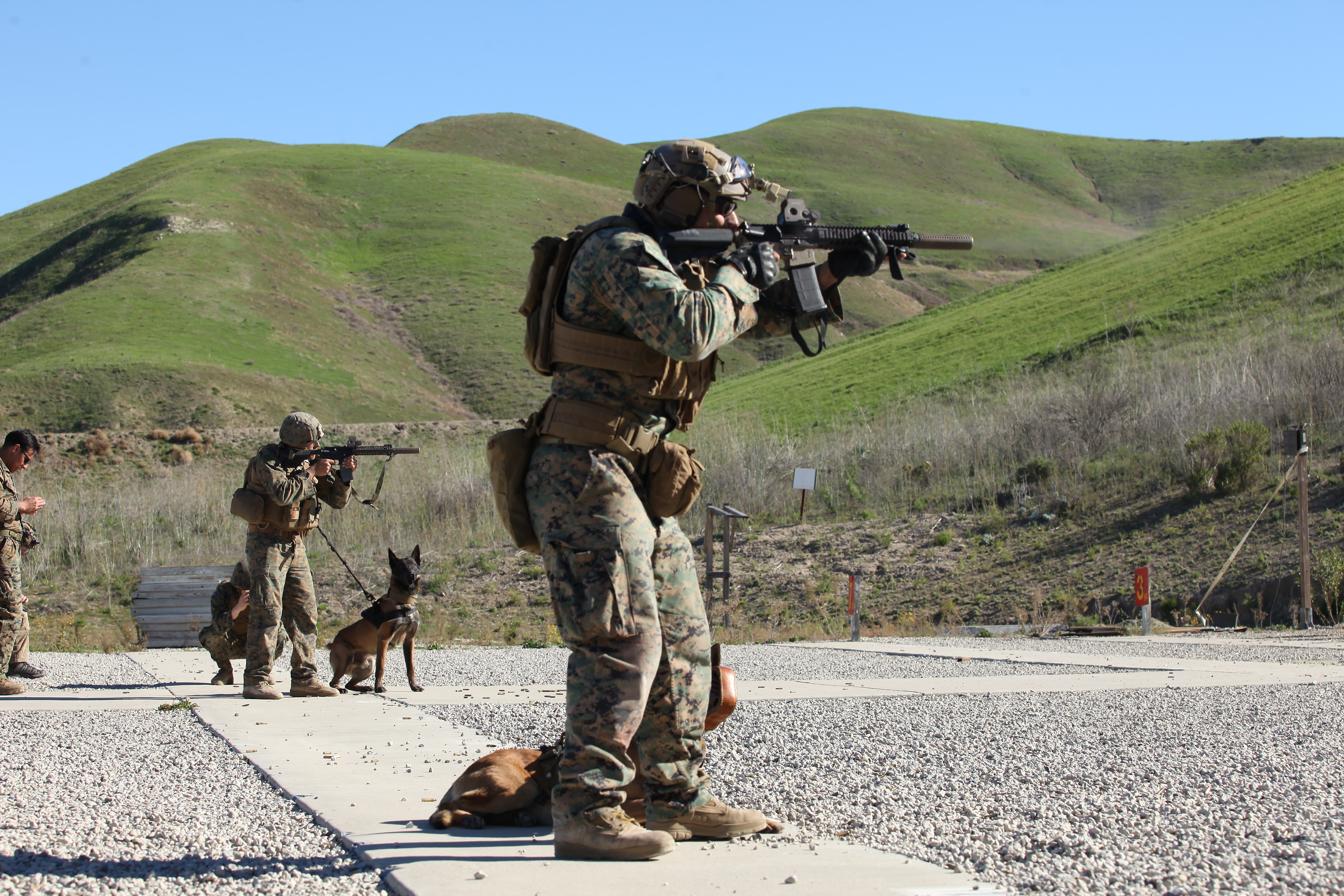
サプレッサー付きのM4A1で射撃訓練を行うアメリカ海兵隊特殊作戦コマンドの軍犬ハンドラー

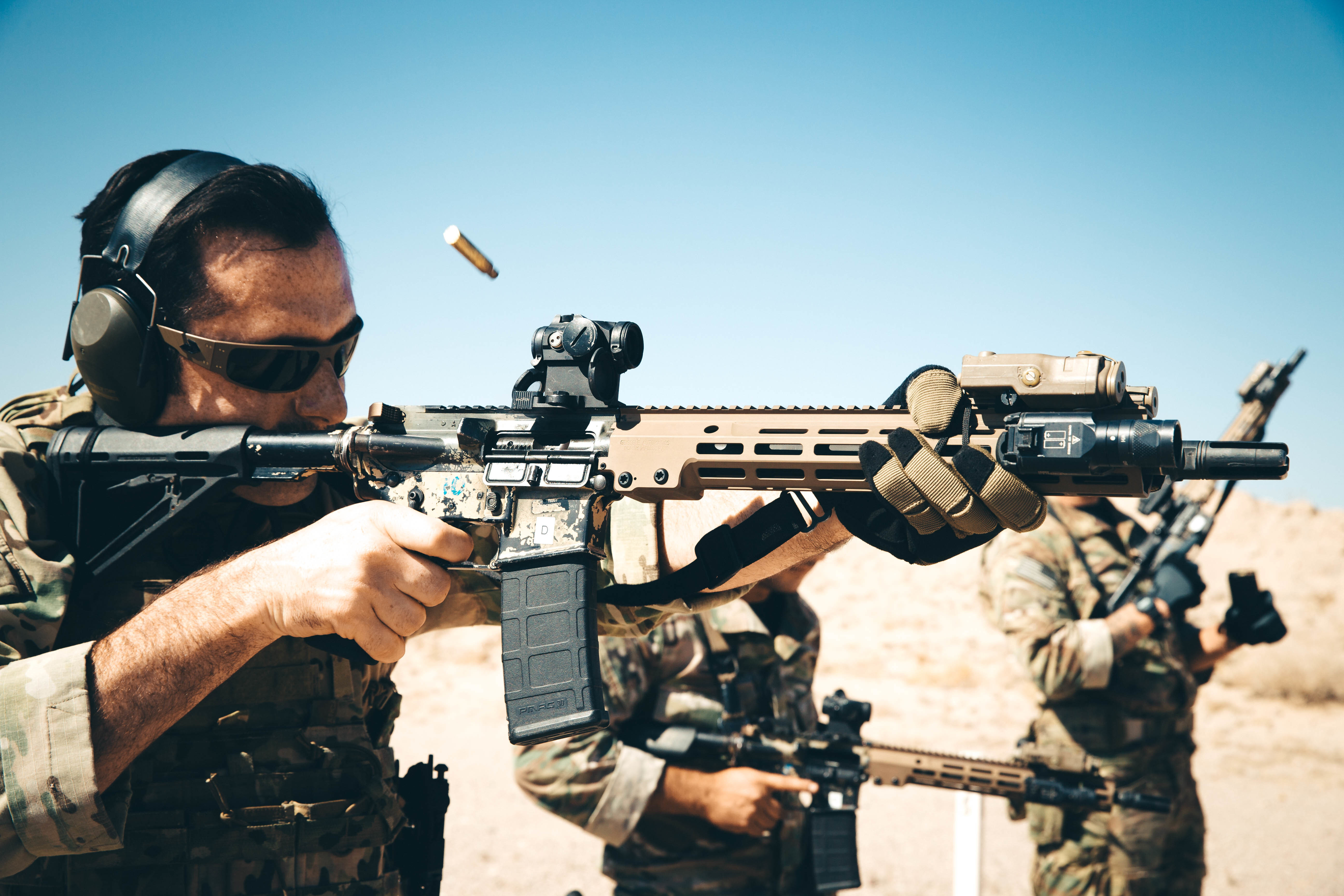
URG-I仕様のM4A1を発射するアメリカ陸軍特殊部隊群の隊員

M4はアメリカ特殊作戦軍でも採用されており後述するSOPMODキットを装着したモデルが標準となっている（特殊作戦部隊では部隊や個人の裁量によってアクセサリー類の変更が許されているため必ずしもSOPMODキットを装着しているとは限らない）。
SOPMOD-II（Special Operations Peculiar Modification-II/特殊作戦用装備-2）用M4A1キットは、アメリカ特殊作戦軍により、その管轄下の部隊での運用のため開発された。現行のM4A1キットの特徴は、Daniel Defense社によって開発されたRIS (Rail Interface System) IIハンドガードシステム、KAC社製バックアップサイト、EOTech社製ホログラフィックサイト、ACOG (Advanced Combat Optical Gunsight)、ELCAN社製倍率可変スコープ、Insight Technology社製LA-5/PEQ（可視/赤外線レーザーサイト、赤外線イルミネーター)及びウェポンライト、Surefire社製サプレッサー、全長が短くなり迅速に着脱可能になったM203 グレネードランチャーと専用サイト、暗視装置、サーマルスコープなどである。
このキットは配備から数年が経過しておりガイズリー社製SMR Mk16 M-LOKハンドガードおよびダニエル・ディフェンス社製バレルなどで構成されたURG-I（Upper Receiver Group-Improved/改良型アッパーレシーバー・グループ）を搭載した改良後継型のSOPMOD-IIIが試用されている。
SURG（Suppressor Upper Receiver Group/サプレッサー一体型アッパーレシーバー）用M4A1キットもSOPMODキットと同じくアメリカ特殊作戦軍により採用された。名称の通りサイレンサーの使用による静音性能の向上が図られている。また、銃本体の使用による熱がサーマルサイトの使用によって発見されることを防ぐためガスピストン方式の採用による発熱の抑制も考慮されている。契約企業がシグ社であるためかSIG MCXのような折り畳み式ストックも装備されている。

## 特徴
M4は、M16A2と比べて以下の点が異なる。
- 銃身長はM16の20インチから14.5インチに短縮されたが、これは銃身長が14.5インチを下回ると5.56mm弾が十分な威力を発揮できないと米陸軍兵器研究所のテスト結果から結論付けられたため（民間合法最短銃身長は16インチとなっているが、特殊部隊や空挺部隊向けでは14.5インチを下回る銃身長のものが支給されることも多い）
- M203 グレネードランチャーが使えないM16A2の短縮版M723（一部、バレルを括れさせた物も存在する）と異なりM203を装着できるよう、銃身の一部を細く括れさせ、この括れを利用してM26 MASSアンダーマウントショットガンも装着できる（しかし、これにより銃身強度は低下した為銃剣の使用は推奨されていない）
- 固定ストックから伸縮式（テレスコピック）ストックへの変更（現在は初期の3ポジションから、ブッシュマスターが開発した6ポジションコプラサブルストックが標準となっている）
- ピカティニー・レールが本銃に開発導入されたため前述の通り多彩なアクセサリーを容易にマウントすることが可能

M4はM16より銃身が短いため銃が熱を持ちやすく、こもった熱によって銃が歪み命中精度が低下する。また、銃身が短いため弾頭の加速時間も短く初速はフルサイズのM16より若干下がる傾向があるため有効射程が短くなる欠点も指摘されている。

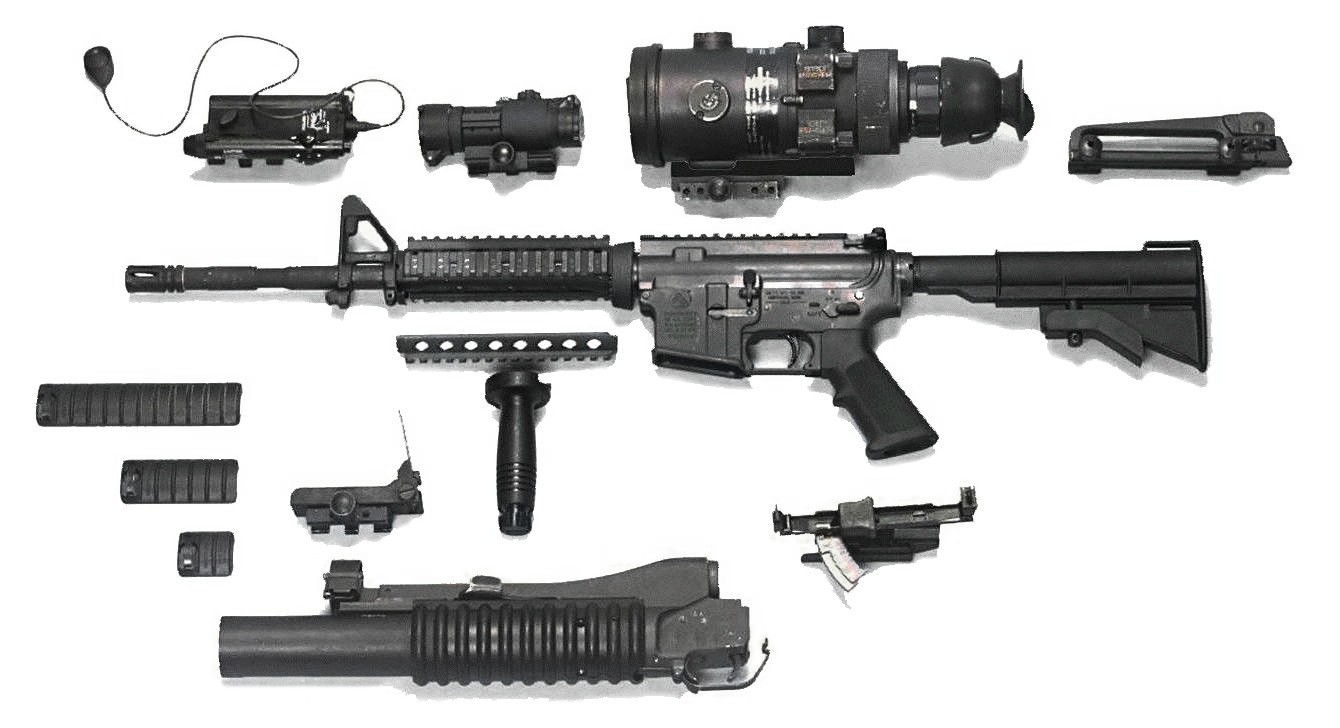
M4/A1 MWS アクセサリーキット(M203を含む)
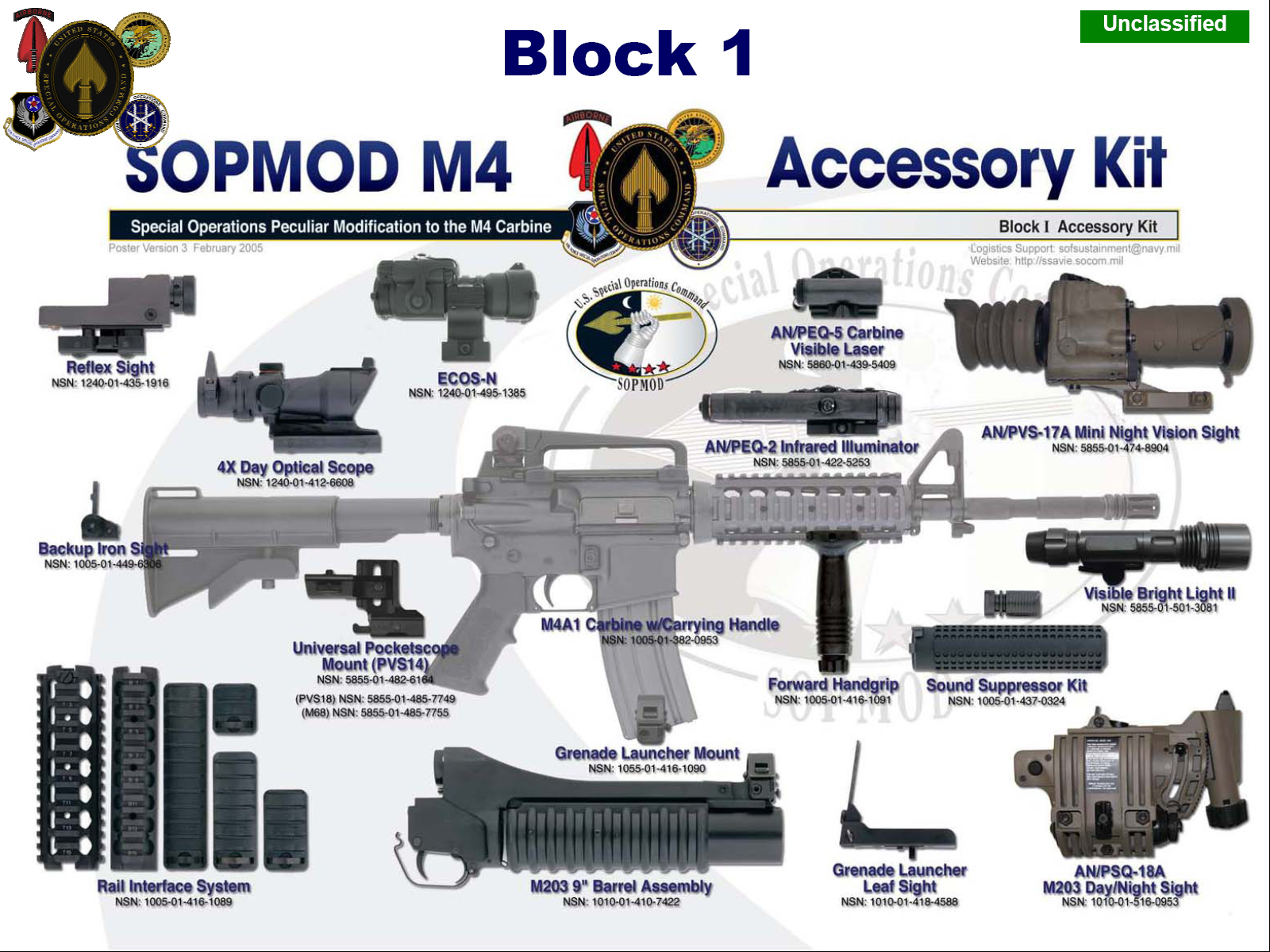
M4A1とSOPMOD Block-I アクセサリーキット
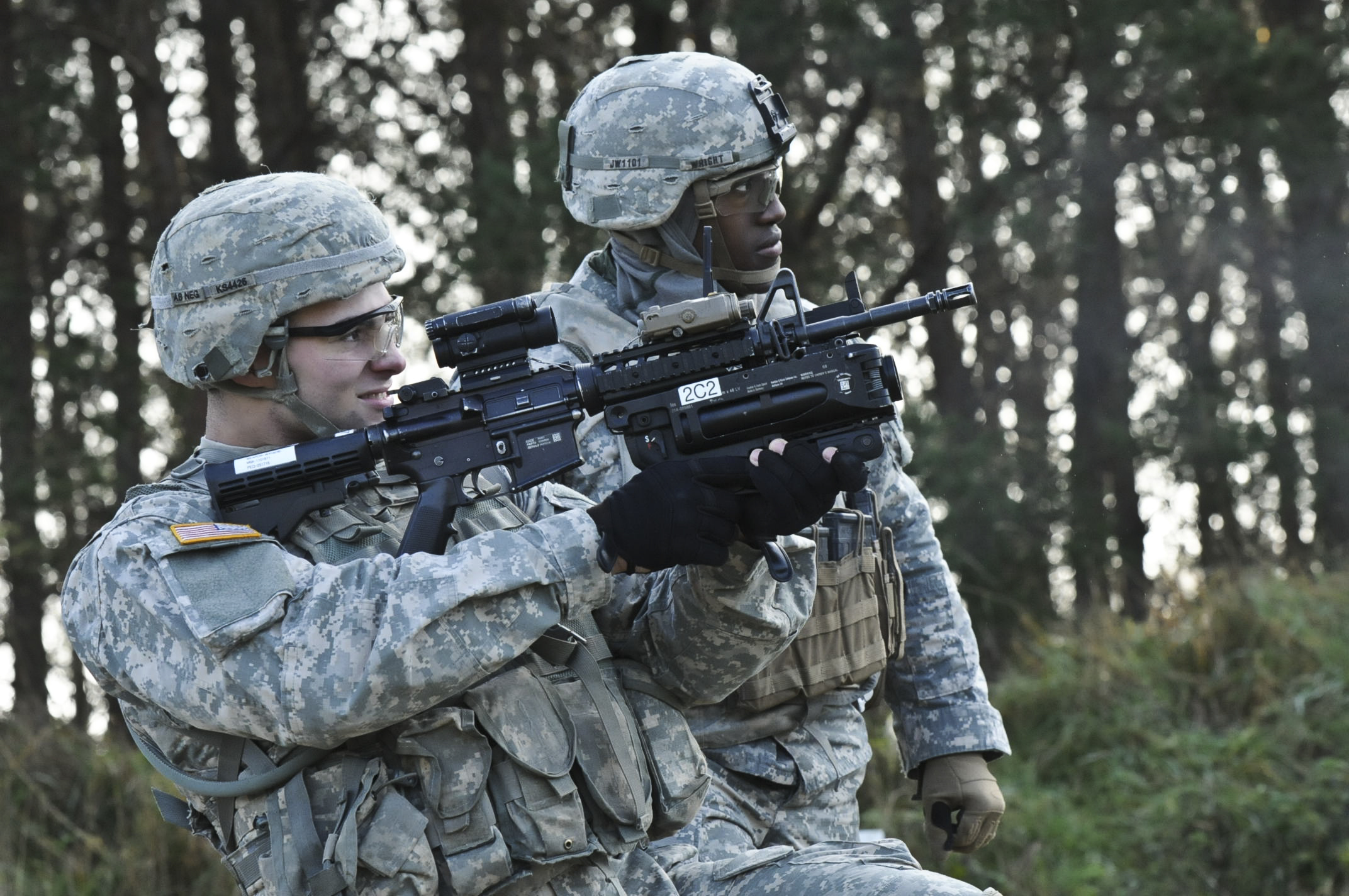
M320 グレネードランチャー装着例

## バリエーション
M4 (M720/M920)
基本型モデル。セミオート/3点バーストのセレクティブファイア。アメリカ軍では、既存のM4をフルオート仕様のM4A1へと改修する計画が存在する。
M4A1 (M921)
セミ/フルオートのセレクティブファイア。なお、2001年以降に製造されたものはモデル921HB（ヘビーバレル）となっており、それ以前に納入されたM4も順次ヘビーバレル化されている。
M4E2 (925)
ハンドガードにアクセサリー装着用のピカティニー・レールを持つMWS (Moduler Weapon System) を装着したもの。現在は廃盤になっている。
M4 (M979/M977)
米軍納入モデルのM920/M921に対して、M979/M977は輸出用モデルである。M979はセミ/3点バースト、M977はセミ/フルオートのセレクティブファイア。
コルトM4コマンドー

C8
コルト・カナダが製造するM4カービン。外装に関してオリジナルのコルトM4カービンと大きく異なる。
バリエーションとしてカナダ軍向けのC8A3（15.7インチヘビーバレル）、オランダ軍向けC8NLD、デンマーク軍向けGV M/10、イギリス陸軍特殊部隊（SAS）向けL119などがある。カナダ軍とオランダ軍ではM16の派生であるC7の方が一般的である。

### コルト社以外のM4（M4クローン）
H&K HK416 (HKM4)
H&K社が開発したM4カービンの改良近代化カービンである。バリエーションとしてノルウェー軍向けHK416N、フランス軍向けHK416F、ルクセンブルク軍が採用したHK416A7、ドイツ連邦軍向けG95などがある。

R4

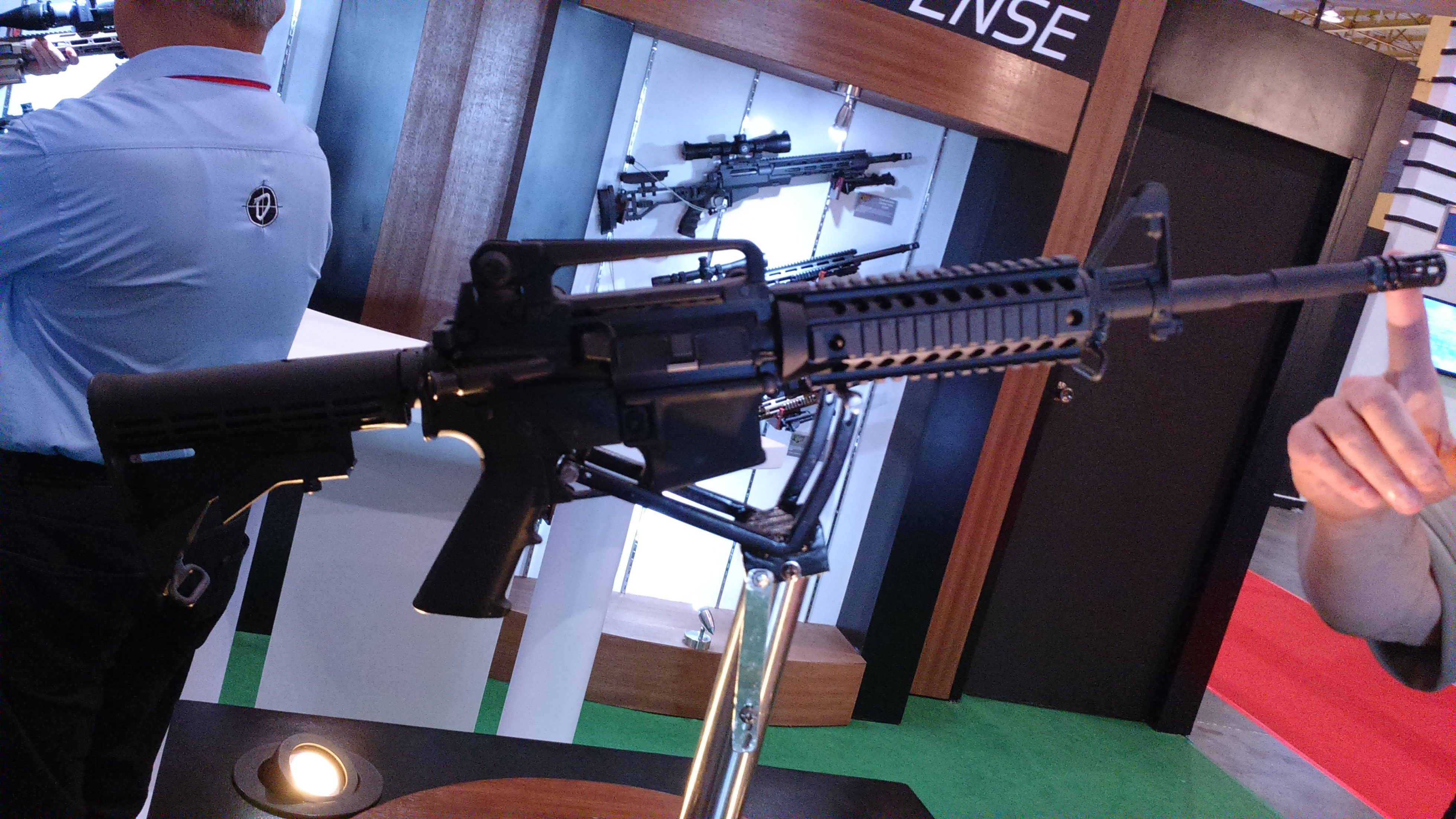
レミントンR4

レミントン社が開発したM4クローンである。フィリピン軍の主力小銃に選定され、同国に納入している。
SR-16
ナイツアーマメント製のオリジナルM4であり、2025年現在はラインナップには掲載されていない。非常に精度が高く、同社のオリジナルレールインターフェースを標準装備し、サイトが折りたたみ式になっているのが特徴。米軍特殊部隊で採用されている。銃身長などにバリエーションが存在する。
SR-556
スターム・ルガー社がほぼ外注パーツ組み上げで製品化したM4クローンであり、2025年現在はラインナップには掲載されていない。作動方法は同社が特許出願中のツー・ステージ・ピストン・ドリブル・オペレーティング・システム（ガスピストン方式）である。
LR-300
ZM-ウェポンズが開発したM4クローンである。動作機構をショート・ストロークピストン方式に変更することで、ストック内部まで入り込んだバッファー・スプリングを省略できたため、折りたたみ式ストックに変更することができた。ヤンキー・ヒル・マシーン（英：Yankee Hill Machine Co, Inc. YHM）社が下請けとしてパーツを納品している。
YHM社も自社ブランドでYMH-15を製作している。オリジナルのハンドガードと折りたたみ式伸縮ストックを装備している。
カナダのM1911メーカー「パラオーディナンス」のアメリカ支社パラUSA社が自社ブランドでタクティカル・ターゲット・ライフル (Tactical Target Rifle) として発売している。
SIG516

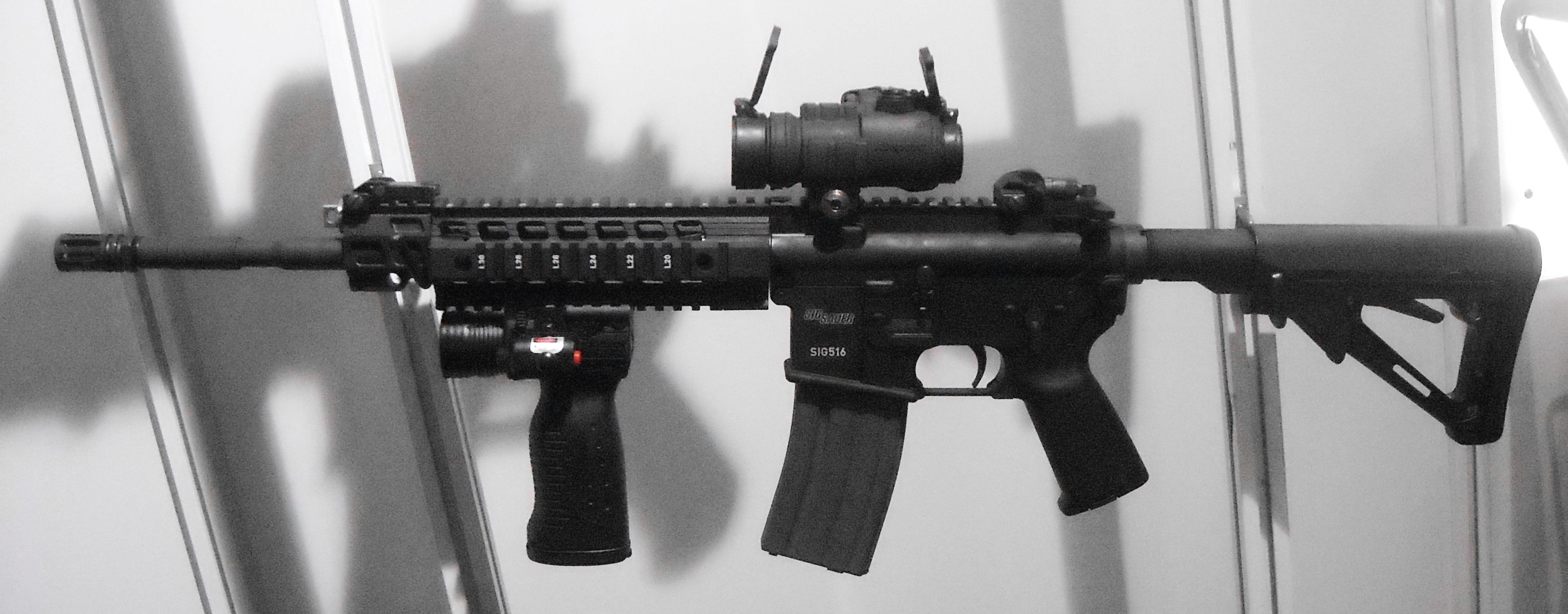
シグ社製のSIG516（14.5インチ）

SIG SAUER社がDSEi 2009で一般公開させたM4クローンである。バレルの長さで複数のバージョンがある。開発したエンジニアの何人かは元H&K社のスタッフ。
作動方法はシグ社のライフル同様ガス圧利用のガス・ピストン方式でターン・ボルト・ロッキングが組み込まれている。
SIG MCX

シグ社が2015年のSHOT SHOWで発表したM4クローンである。SIG516と同じくバレルの長さで複数のバージョンがある。動作機構をショート・ストロークピストン方式に変更することで、ストック内部まで入り込んだバッファー・スプリングを省略できたため、折りたたみ式ストックに変更することができた。ハンドガードはマグプル社のM-LOK規格に適合しており、必要に応じてピカティニー・レールを増設できる。また、機関部のパーツを組み替えることで5.56mm NATO弾と、口径のサイズの近い弾である.300 AAC Blackout弾を銃本体を変えることなく使い分けられ、この機構はマルチキャリバーとも呼ばれる。警察機関や特殊部隊での採用が多い。
短機関銃モデルのSIG MPXも存在する。
ハーネルMK556

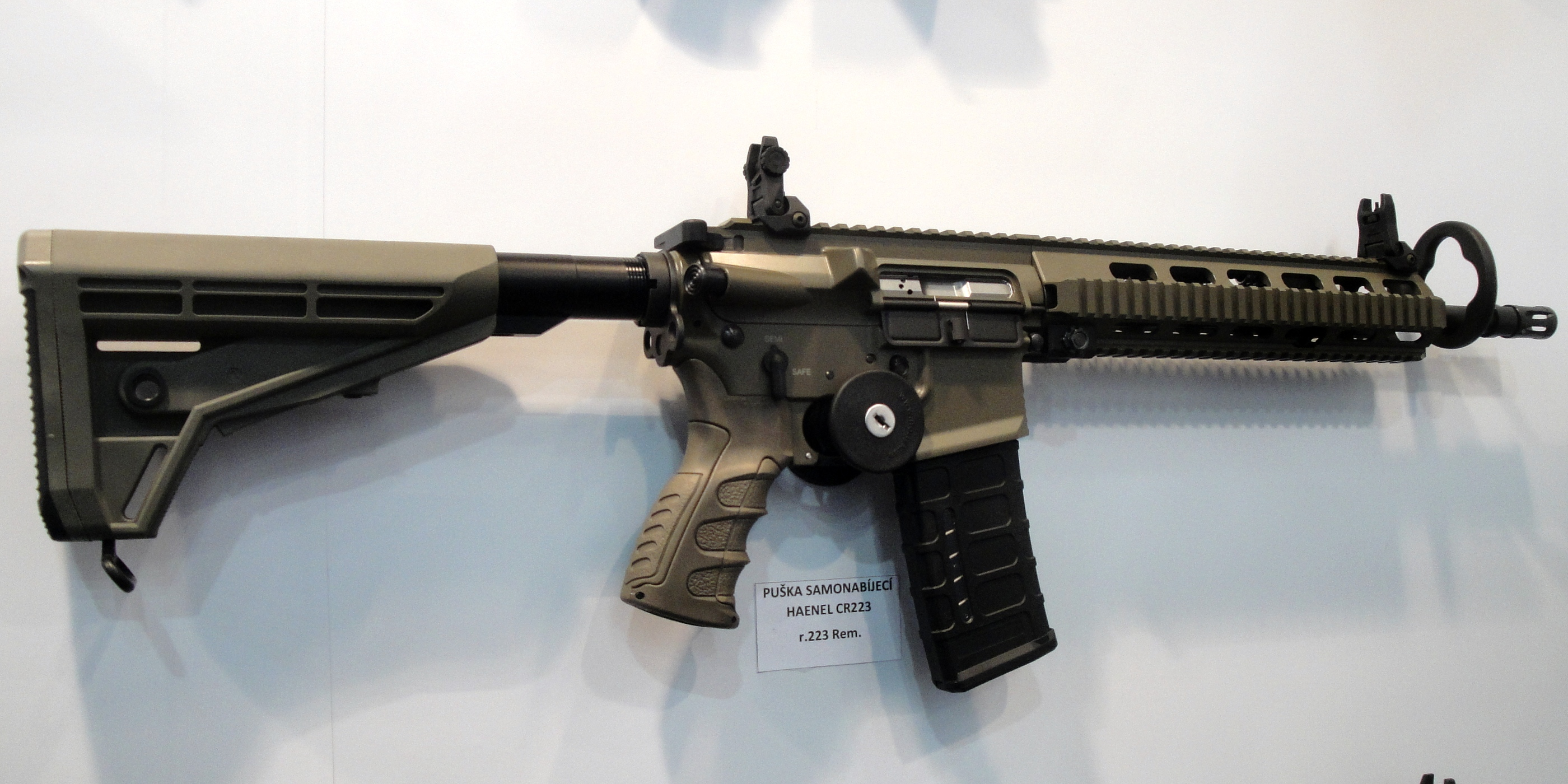
MK556のセミオートバージョンであるCR233

旧東ドイツのズールに拠点を置くC.G.ハーネル社が開発したM4クローンである。設計はガスピストン方式であり、2020年にドイツ連邦軍の新型小銃に採用されたが、ライバルであるH&K HK433を開発していたH&K社が特許侵害で異議申し立てしたことにより凍結された。
MARS-L

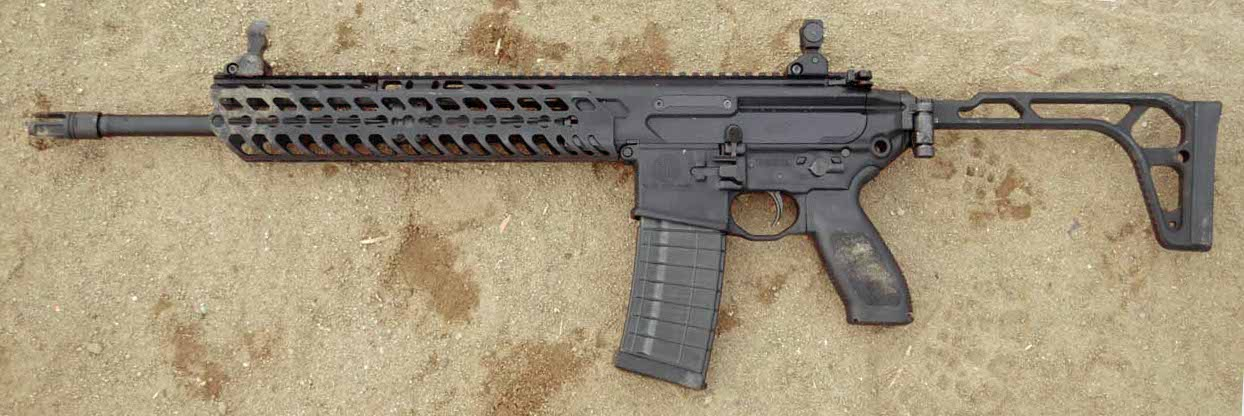
シグ社製のSIG MCX

LMT社が開発したM4クローンである。ニュージーランド軍とエストニア国防軍の主力小銃に選定され、両国に納入している。
セレクターだけでなくボルトストップレバーやチャージングハンドルがアンビ化され、アッパーレシーバーはハンドガードと一体化したモノリシック構造となっている。弾倉はマグプル社の樹脂製PMAGが標準となっている。アイアンサイトはピカティニー・レール規格に対応したものを後付けするが、ニュージーランド軍が使用するACOGには簡素なアイアンサイトが付属しているためアイアンサイトを装着しないこともある。
当初は銃身長が16インチで作動方式はダイレクト・インピンジメント方式だったが、2019年から導入されたものはM-LOK規格のハンドガードに変更されただけでなく銃身長は14.5インチに短縮され、作動方式はショートストロークピストン方式に改められたものとなっている。
LVOA-C
ノースカロライナ州のウォー・スポート・インダストリー社が開発したM4クローン。LVOA-CのLVOAは"Low Visibility Operation / Applications for the modern war fighter."を意味している。マズルブレーキとフラッシュサプレッサーが一体化した銃口と、銃口までを飲み込むように覆う形をしたハンドガードが特徴。
CQ 5.56mm TypeA
2006年に中国北方工業公司 (Norinco) が発表したM4クローンである。パラグアイ軍特殊部隊が採用している。

M4-WAC-47
ウクライナのウクロボロンプロムとアメリカのエアロスクラフト(ワールドワイドエアロスコーポレーションの一部)が開発したM4クローンである。ウクライナ陸軍とウクライナ国家国境庁の次期主力小銃としてテストされている。
サコ M23
ショートストロークピストン方式のアサルトライフル。フィンランドとスウェーデン向けに開発され、フィンランド軍には7.62mm仕様が納入されている。
VPO-140 "ヴェープル-15"
ロシアのモロトがM4カービンをコピー生産したもの。基本的には民間向けで10連のマガジンにセミオートのみという構成である。

## 報告資料
2002年4月、ネーティック兵士センターにてチャーリー・ディーン中佐とサム・ニューランド一等軍曹が発表した、アナコンダ作戦などアフガニスタンでの軍事行動において使用されたM4A1に関する兵士からの報告内容は以下のとおりである。
- 射撃時にハンドガードがガタつき、過熱する - 34%
- M68 リフレックスサイトの照準を合わせづらい - 15%
- クリーニングキットにツールとしてヘアブラシを追加した - 35%
- クリーニングキットにツールとしてデンタルピック（楊枝）を追加した - 24%
- 報告された動作不良は以下のとおり。
  - 20% - 二重装填
  - 15% - ジャム
  - 13% - 弾倉に起因する装弾不良
- M4A1に信頼を置いている - 89%
- メンテナンスの手間に不満がある - 20%

## 2007年 ダスト・テスト結果
2007年秋、メリーランド州アバディーン試験場において、M4は他の3つのライフル、XM8、SCAR、HK416とともに、砂塵の多い状況下での試験が行われた。この試験では各ライフルが10丁ずつ用意され、1丁につき6,000発が射撃され、全体では1つの種類につき60,000発が発射されたことになる。その結果、M4は他のライフルよりはるかに多い882回の射撃停止障害を起こし、19回は部品の修理を必要とした。XM8が最も障害が少なく、障害は116回、重大な障害が11回であった。SCARは223回、HK416は233回の障害発生があった。同年の夏に行われたテストでは、M4は合計310回の障害を起こし、11回は重大な障害であり、秋のテストとは全く違う結果を出した。秋に行われたテストにおいて他の3丁のライフルはおおよそ新品であったがM4は以前からこの試験場にて使用されていたものを使用していたとされ、このダストテストの公平性に疑問が生じる。この結果をふまえ、アメリカ陸軍はM4のバレルを新しいコールド・ハンマー製法によって寿命の延長と信頼性の向上させる計画が存在する。対策として米陸軍は2009年3月頃から改良されたSTANAGマガジンの配備を開始した。

## 採用国
| - アフガニスタン：陸軍のコマンド部隊が使用していたが、現在タリバンが使用。 - オーストラリア：特殊部隊が使用。 - バングラデシュ：警察のSWAT部隊や海軍の特殊部隊が使用。 - バーレーン - ベリーズ - ブラジル：警察の特殊部隊が使用。 - カナダ：コルトカナダ社が各所に供給。 - コロンビア - ドミニカ共和国：特殊部隊が使用。 - エクアドル - エルサルバドル - エジプト：特殊部隊が使用。 - フランス：特殊部隊が使用。 - イギリス：コルトカナダ社製のC8SFWをL119A1として採用し、UKSF傘下の各特殊部隊ほか、第16航空強襲旅団のパスファインダー小隊でも使用。SASはLWRC社製のM6も使用。 - ジョージア - インド：特殊部隊が使用。 - インドネシア - イラク - イスラエル - ジャマイカ - 日本：自衛隊が使用しているほか、警察の銃器対策部隊や海上保安庁の特殊警備隊が使用。 - 中華民国（台湾）：特殊部隊が使用。 - ヨルダン - レバノン：特殊部隊が使用。 - 北マケドニア：北マケドニア共和国軍が使用。 - マレーシア - ネパール - ニュージーランド - パナマ - フィリピン - ウクライナ：2022年ロシアのウクライナ侵攻に伴いアメリカが供与。 - タイ：都市部の部隊が使用。 - トンガ - アラブ首長国連邦 - イエメン |

M4A1を装備したアフガニスタン陸軍の兵士
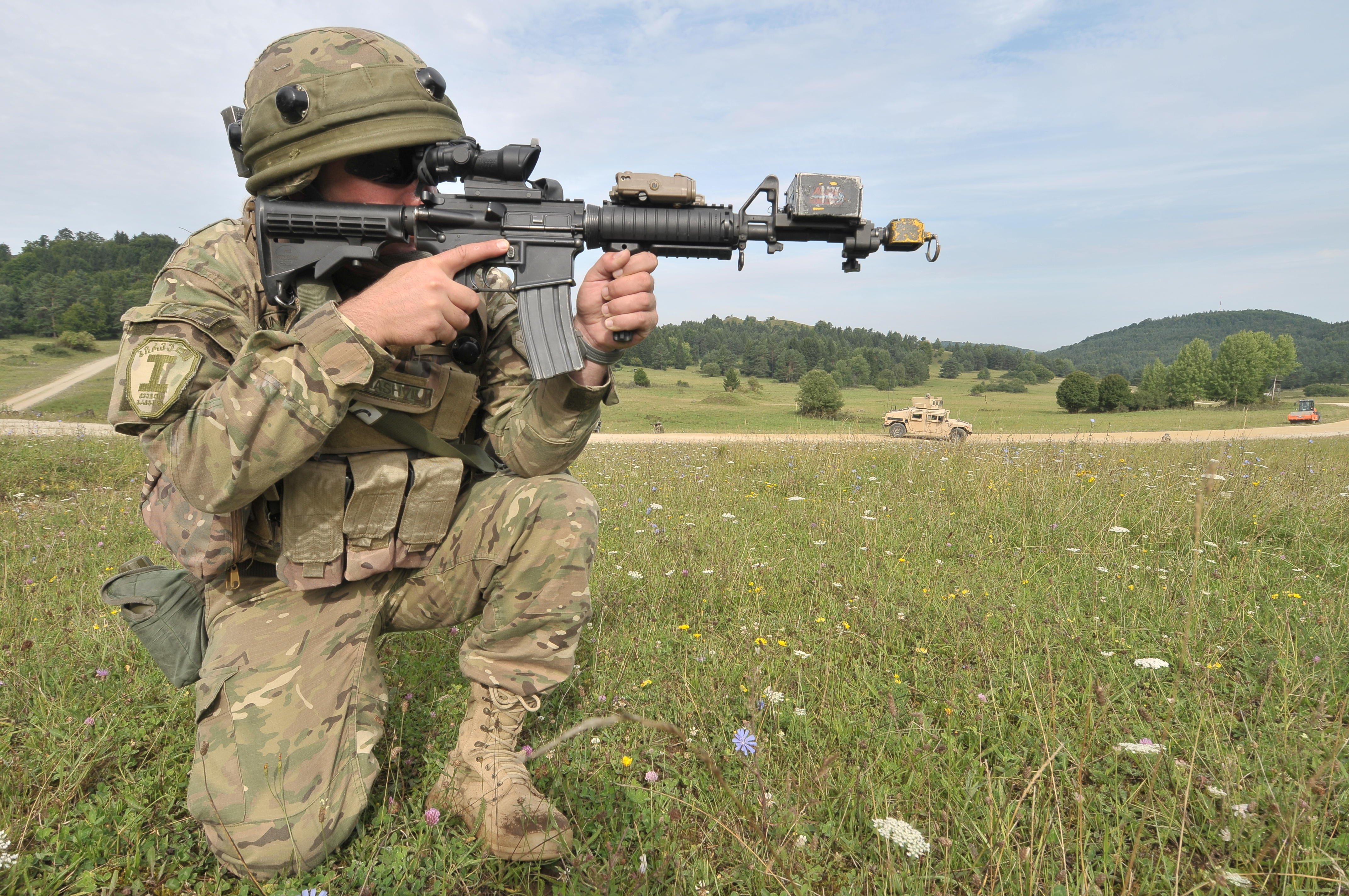
M4A1を装備したジョージア(旧グルジア)陸軍の兵士
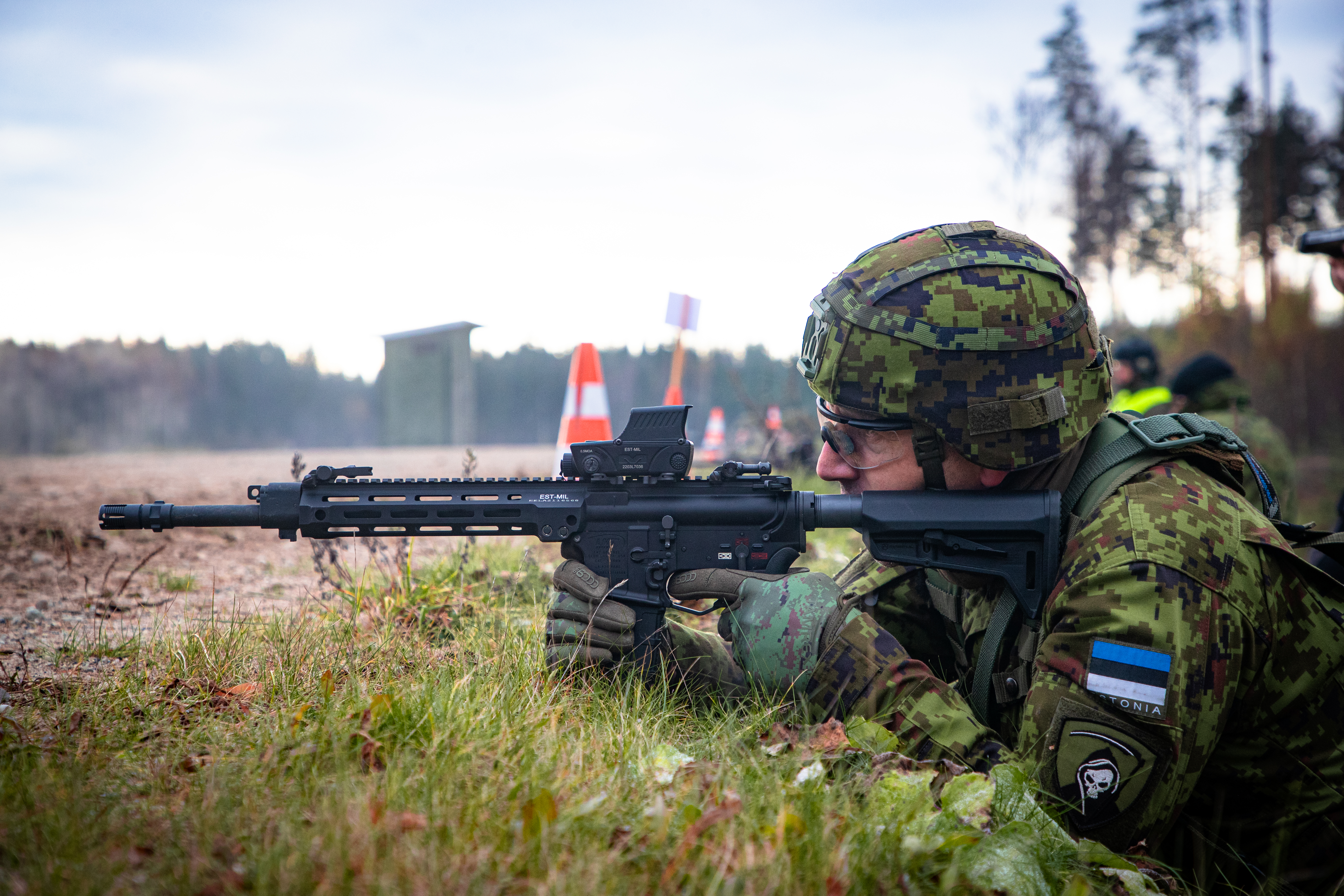
R20を装備したエストニア国防軍の兵士
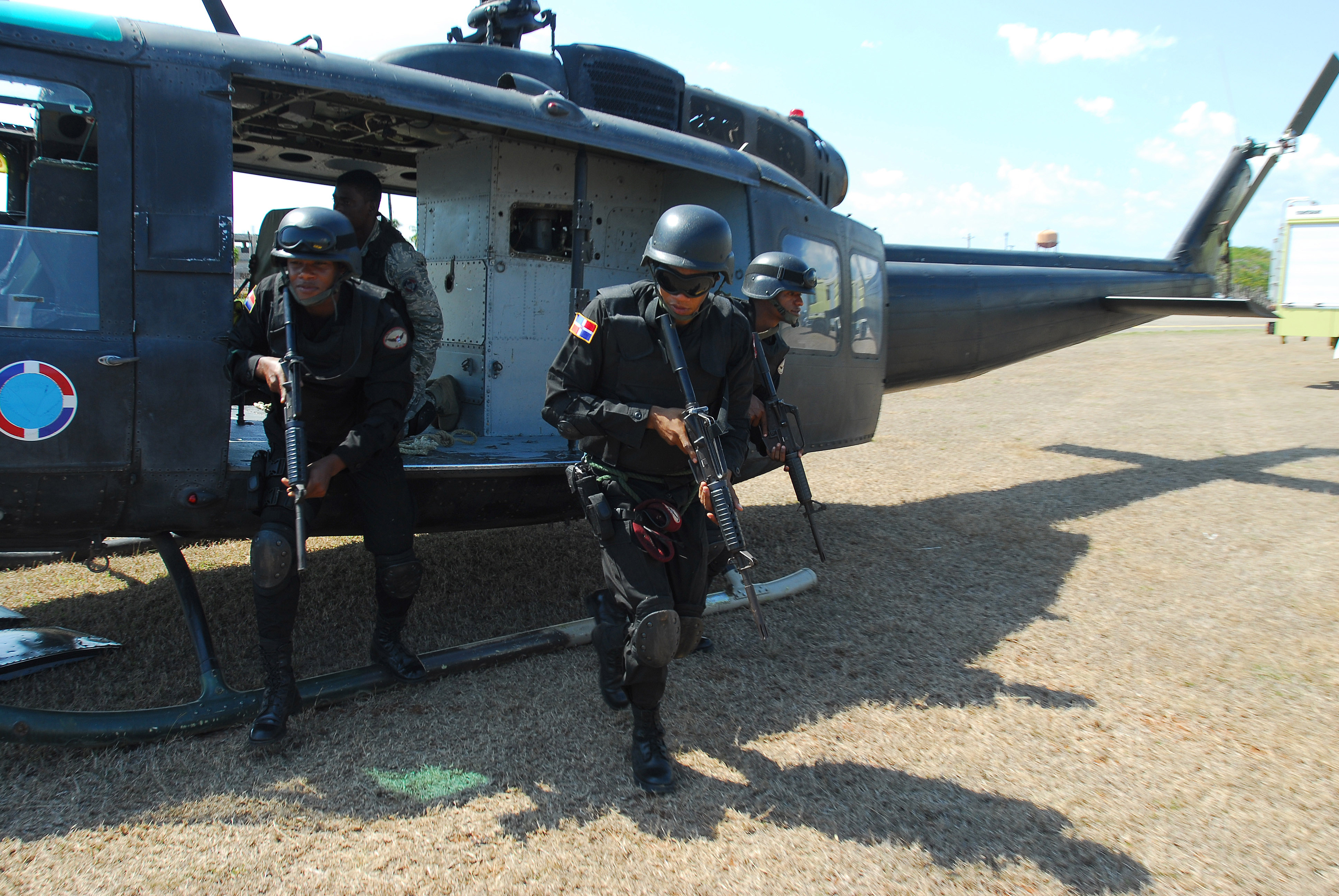
M4A1を装備したドミニカ軍の対テロ部隊
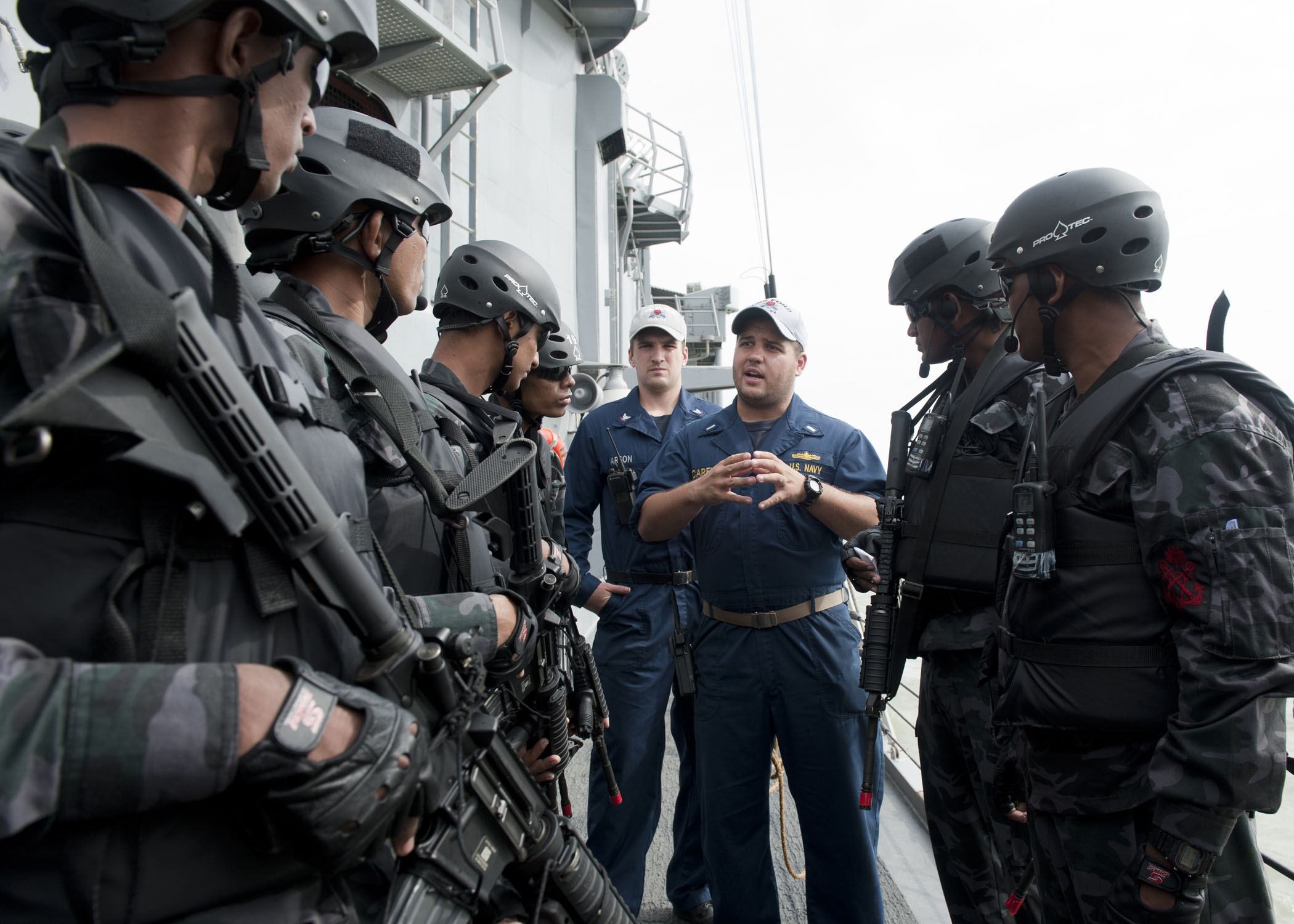
M4A1を装備したバングラデシュ海軍特殊部隊（SWADS）の隊員。
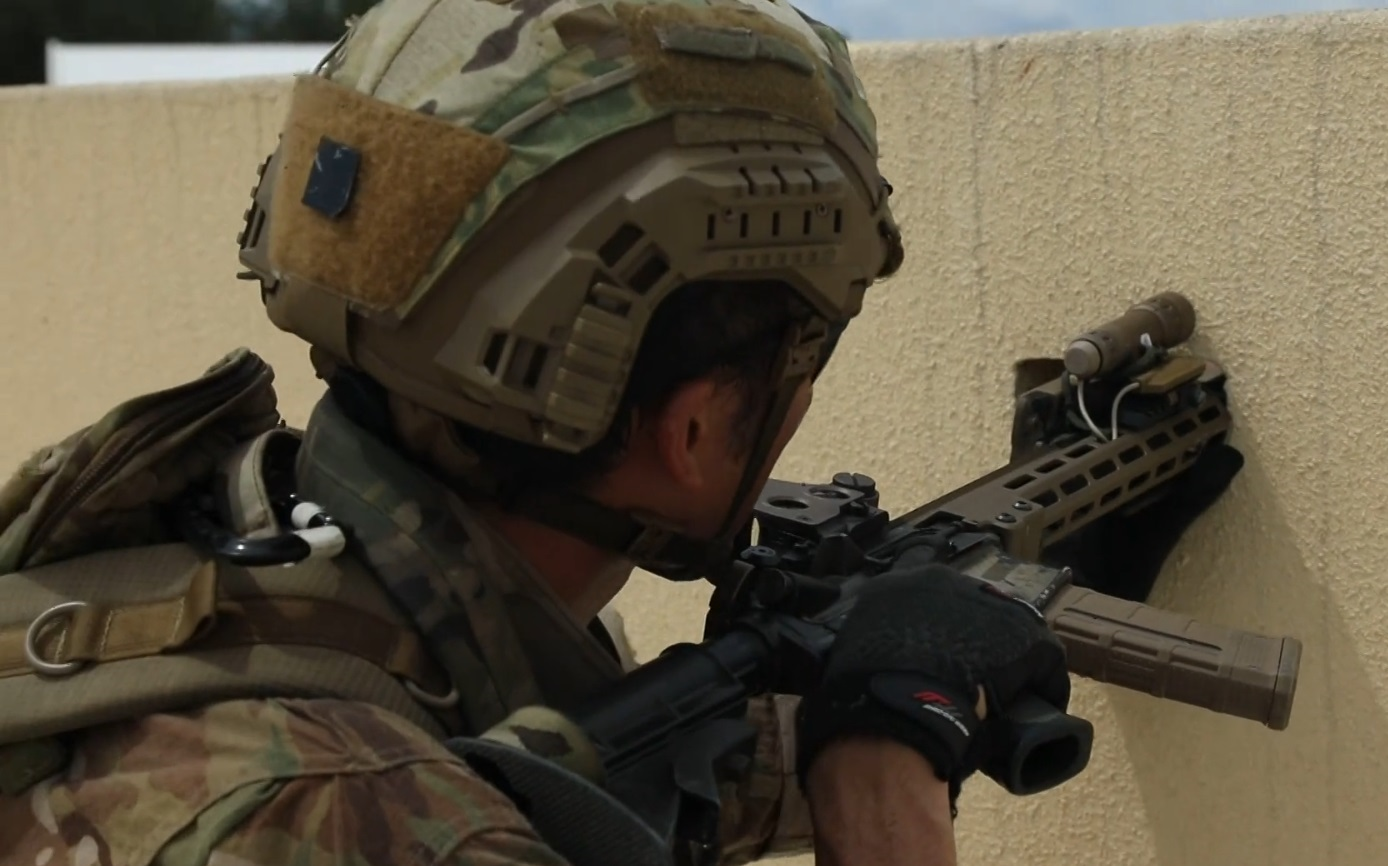
M4カービンを訓練に使用する自衛官。